# دوی اینتانون
دوی اینتانون (به لاتین: Doi Inthanon) یک کوه در تایلند است که در استان چیانگ‌مای واقع شده‌است. دوی اینتانون ۲٬۵۶۵ متر بالاتر از سطح دریا واقع شده‌است.